# Vernor Vinge
Vernor Steffen Vinge (2 tháng 10 năm 1944  –  20 tháng 3 năm 2024) nguyên là giáo sư toán học tại Đại học San Diego, nhà khoa học máy điện toán và đồng thời là tiểu thuyết gia khoa học viễn tưởng. Ông rất nổi tiếng với Giải thưởng Hugo trao cho hai tiểu thuyết A Fire Upon the Deep (1992) và A Deepness in the Sky (1999), cũng như tiểu luận "The Coming Technological Singularity" viết năm 1993.
Ông qua đời vào ngày 20 tháng 3 năm 2024, thọ 79 tuổi, tại La Jolla, California. Ông đã bị bệnh Parkinson cách đây vài năm trước.